# 拉扎尔·萨马尔季奇
拉扎尔·武亚丁·萨马尔季奇（發音：[lâzaːr sǎmaːrdʒitɕ]；2002年2月24日—），塞尔维亚职业足球运动员，司职进攻型中场或左边锋，效力于意甲俱乐部亞特蘭大和塞爾維亞國家足球隊。

## 青训生涯
2008年至2009年，萨马尔季奇效力于新克尔恩绿白足球俱乐部，2009年10月9日加盟柏林赫塔青年队，曾代表柏林赫塔参加U17德甲（攻入16球）和U19德甲（攻入14球），获弗里茨·瓦尔特奖U17组铜奖。

## 职业生涯

### 柏林赫塔
2020年，萨马尔季奇正式签约柏林赫塔一线队，同年2月28日在柏林赫塔3比3战平杜塞尔多夫的德甲联赛中首次亮相替补席，未上场。
2020年5月22日，萨马尔季奇正式代表柏林赫塔参加德甲赛事，在对阵柏林联盟的柏林德比战的第81分钟替补佩爾·斯贊·史基布特上场，帮助球队4比0大胜对手。萨马尔季奇被认为是德国最有前途的球员之一，受到切尔西、巴塞罗那、尤文图斯等豪门俱乐部的高度关注。

### RB莱比锡
2020年9月8日，萨马尔季奇转会到德甲俱乐部RB萊比錫，合约期五年。10月3日，萨马尔季奇替补亮相在莱比锡的首场德甲联赛，帮助球队4比0大胜沙尔克04。

### 乌迪内斯
2021年8月，萨马尔季奇转会到意甲俱乐部乌迪内斯，双方签约五年。

## 国家队生涯

### 德国青年队
萨马尔季奇曾代表德国参加2019年欧洲U-17足球锦标赛资格赛，对阵白俄罗斯和斯洛文尼亚。在之后的决赛周小组赛阶段，萨马尔季奇三战全部上场，惟德国无法晋级淘汰赛。U19层面，萨马尔季奇参加过2020年欧洲U-19足球锦标赛资格赛，攻入两球。

### 塞尔维亚国家队
2023年2月，塞爾維亞足球協會宣布萨马尔季奇接受主教练德拉甘·斯托伊科维奇的邀请，将于21岁生日当天加盟塞尔维亚国家队。次月，萨马尔季奇获国家队征召参加2024年歐洲足球錦標賽外圍賽，对阵立陶宛和蒙特內哥羅。3月25日，萨马尔季奇在2比0战胜立陶宛的比赛中首次代表国家队出场。
2024年5月，萨马尔季奇入选塞尔维亚参加2024年歐洲足球錦標賽的26人最终名单。

## 个人生活
萨马尔季奇生于德国柏林，其父亲来自波士尼亞與赫塞哥維納聯邦日維尼采的塞爾維亞族。

## 生涯统计

### 俱乐部
最後更新：2024年5月26日
| 俱乐部       | 赛季     | 联赛     | 联赛 | 联赛 | 国家杯 | 国家杯 | 联赛杯 | 联赛杯 | 欧战 | 欧战 | 其他 | 其他 | 总计 | 总计 |
| 俱乐部       | 赛季     | 组别     | 出场 | 进球 | 出场   | 进球   | 出场   | 进球   | 出场 | 进球 | 出场 | 进球 | 出场 | 进球 |
| ------------ | -------- | -------- | ---- | ---- | ------ | ------ | ------ | ------ | ---- | ---- | ---- | ---- | ---- | ---- |
| 柏林赫塔二队 | 2019–20  | 德地区   | 5    | 1    | —      | —      | —      | —      | —    | —    | —    | —    | 5    | 1    |
| 柏林赫塔     | 2019–20  | 德甲     | 3    | 0    | 0      | 0      | —      | —      | —    | —    | —    | —    | 3    | 0    |
| RB萊比錫     | 2020–21  | 德甲     | 7    | 0    | 2      | 0      | —      | —      | 0    | 0    | —    | —    | 9    | 0    |
| 乌迪内斯     | 2021–22  | 意甲     | 22   | 2    | 2      | 0      | —      | —      | —    | —    | —    | —    | 24   | 2    |
| 乌迪内斯     | 2022–23  | 意甲     | 37   | 5    | 2      | 0      | —      | —      | —    | —    | —    | —    | 39   | 5    |
| 乌迪内斯     | 2023–24  | 意甲     | 34   | 6    | 0      | 0      | —      | —      | —    | —    | —    | —    | 34   | 6    |
| 乌迪内斯     | 总计     | 总计     | 93   | 13   | 4      | 0      | —      | —      | —    | —    | —    | —    | 97   | 13   |
| 生涯总计     | 生涯总计 | 生涯总计 | 108  | 14   | 6      | 0      | 0      | 0      | 0    | 0    | 0    | 0    | 114  | 14   |

注释
1. ↑  包括德国足协杯、意大利盃

### 国家队
最後更新：2024年6月25日
| 国家队   | 年份 | 出场 | 进球 |
| -------- | ---- | ---- | ---- |
| 塞尔维亚 | 2023 | 5    | 0    |
| 塞尔维亚 | 2024 | 6    | 0    |
| 总计     | 总计 | 11   | 0    |

## 荣誉记录
RB莱比锡
- 德国足协杯亚军：2020–21

个人
- 弗里茨·瓦尔特奖U17组铜奖：2019[24]